# Floricienta

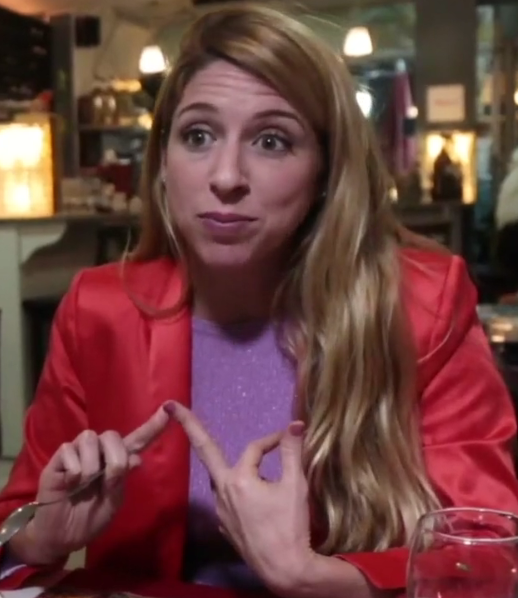
Florencia Bertotti

Floricienta – argentyńska telenowela familijna z 2004 i 2005 roku. Telenowela liczy 2 sezony (pierwszy liczy 175 odcinków, drugi 170 odcinków). Każdy odcinek trwa około 45 minut. Telenowela była emitowana w około 70 krajach. Telenowele emitowały znane stacje telewizyjne jak: TVE International, Disney Channel Latino, Disney Channel Europe.
Główne role zagrali: Florencia Bertotti (laureatka Nagrody Martín Fierro), Juan Gil Navarro, Isabel Macedo i Benjamín Rojas. Reżyserem jest Cris Morena, a producentami są: Cris Morena Group i RGB Entertainment.
Telenowela stała się fenomenem nie tylko w Ameryce Łacińskiej i Izraelu, ale też w Europie. Floricienta była porównywana na produkcji Hannah-Montana z powodu dużej popularności wśród młodzieży.
Telenowela była adaptowana przez: stację telewizyjną Bandeirantes w Brazylii, Sociedade Independente de Comunicação w Portugalii, Televisión Nacional de Chile w Chile, RCN Televisión w Kolumbii i Televisa w Meksyku. Cris Morena sprzedała prawa autorskie dla Disneya.

## Fabuła
Florencia Fazzarino jest biedną dziewczyną o szlachetnej duszy. Jest sympatyczna, żywiołowa i energiczna. W wieku dwudziestu lat zostaje opiekunką niemieckiej rodziny piątki osieroconych dzieci. Szybko zostaje przyjęta i pokochana przez nową rodzinę. Najstarszy z rodzeństwa - Federico, ma narzeczoną Delfinę będącą przeciwieństwem Florencii. Delfina pragnie tylko jego pieniędzy. Z czasem Federico przekonuje się prawdy o narzeczonej i bierze ślub z Flor. Federico ginie w wypadku. W drugim sezonie Flor zakochuje się w Maximo. Mają razem trójkę dzieci. Z czasem Flor zaczyna kochać go tak samo mocno jak kochała Federico.

## Obsada

### Sezon 1
- Florencia Bertotti - Florencia Santillán Valente
- Juan Gil Navarro - Federico Fritzenwalden
- Benjamín Rojas - Franco Fritzenwalden
- Agustín Sierra - Martín Fritzenwalden
- Nicolas Maiques - Nicolás Fritzenwalden
- Stéfano de Gregorio - Tomás Fritzenwalden
- Paola Sallustro - Maya/Dominique Fritzenwalden
- Zulma Faiad - Titina Valente
- Henny Trayles - Gretchen Van Beethoven
- Alberto Anchart - Antoine
- Isabel Macedo - Delfina Santillán Torres
- Ángeles Balbiani - Sofía Santillán Torres
- Diego Child - Facha
- Mariana Espósito - Roberta
- Micaela Vázquez - Renata
- Diego Mesaglío - Bata
- Esteban Pérez - Matías Ripamonti
- Mariana Seligmann - Clara
- Graciela Stefani - María Laura Torres/Gretta Fritzwalden

### Sezon 2
- Florencia Bertotti - Florencia Santillán Valente
- Fabio Di Tomaso - Máximo Augusto Calderón de la Hoya
- Benjamín Rojas - Franco Fritzenwalden
- Agustín Sierra - Martín Fritzenwalden
- Paola Sallustro - Maya/Dominique Fritzenwalden
- Brenda Gandini - Olivia Fritzenwalden
- Stéfano de Gregorio - Tomás Fritzenwalden
- Nicolas Maiques - Nicolás Fritzenwalden
- Henny Trayles - Gretchen Van Beethoven
- Esteban Prol - Lorenzo
- Gerardo Chendo - Claudio Paul Bonilla
- Catalina Artusi - Marina
- Diego Child - Facha
- Mariana Espósito - Roberta
- Diego Mesaglío - Bata
- Alejo García Pintos - Evaristo
- Isabel Macedo - Delfina Santillán Torres
- Graciela Stefani -María Laura Torres/Gretta Fritzenwalden